# Seznam kulturních památek v Brně-Jehnicích
Tento seznam nemovitých kulturních památek v části Jehnice v městské části Brno-Jehnice ve městě Brno v okrese Brno-město vychází z  Ústředního seznamu kulturních památek ČR, který na základě zákona č. 20/1987 Sb., o státní památkové péči, vede Národní památkový ústav jako ústřední organizace státní památkové péče. Údaje jsou průběžně upřesňovány, přesto mohou obsahovat i řadu věcných a formálních chyb a nepřesností či být neaktuální. 
Pokud byly některé části dotčeného území vyčleněny do samostatných seznamů, měly by být odkazy na tyto dílčí seznamy uvedeny v úvodu tohoto seznamu nebo v úvodu příslušné sekce seznamu.

## Jehnice
| Památka               | Fotografie                                                      | Rejstříkové číslo v ÚSKP                                                             | Sídelní útvar                                               | Poloha                                                                      | Popis a poznámky |
| --------------------- | --------------------------------------------------------------- | ------------------------------------------------------------------------------------ | ----------------------------------------------------------- | --------------------------------------------------------------------------- | --- |
| Boží muka (Q37015576) | \| \| \| \| \| \|                                               | 27395/7-770 Pam. katalog MIS                                                         | Jehnice                                                     | u silnice směrem na Vranov, pp. 1189 49°16′42,75″ s. š., 16°35′55,28″ v. d. | Raně barokní kamenná sloupková boží muka, datace 1674. Na širší trnoži se nachází hranolový pilířek se zkosenými hranami nesoucí na čelní straně drobný rytý kříž a pod ním rytý obdélný rámeček s iniciálami BB a níže letopočet 1674. Pilířek je završen římsovou hlavicí nesoucí čtyřbokou kaplici prolomenou na přední straně mělkou půlkruhově zaklenutou nikou, v níž se nachází malba na plechu znázorňující patrně scénu Korunování Panny Marie – dvojicí andělů se snáší k Panně Marii v dlouhém šatu a přidržují jí nad hlavou korunu. Kaplice je ukončena vyloženou profilovanou římsou, na níž spočívá nástavec tvaru kvadrátku, ze kterého vyrůstá masivní kříž. Betonový základový sokl a sloupek pochází z doby kolem roku 1957. Torzo původních prvků bylo restaurováno a v roce 2010 osazeno na náměstí 3. května v Jehnicích. Památkově chráněno od 22. října 1964. |
|                       | Kategorie „Column shrine in Brno-Jehnice “ na Wikimedia Commons | Hledat fotografie a kategorie ve Wikimedia Commons podle rejstříkového čísla památky | Nahrát snímek k tomuto tématu do úložiště Wikimedia Commons |                                                                             | |